# مأمور المعلومات
يختلف الدور الذي يقوم به مأمور المعلومات من دولة إلى أخرى. ولكنه في أغلب الأحول المسمى الوظيفي الذي يطلق على المُنظم الحكومي في مجالات حرية المعلومات وحماية البيانات الشخصية في أشمل التعريفات. ويعمل المكتب غالبًا كخدمة ديوان مظالم متخصصة.

## أستراليا
يقوم مكتب مأمور المعلومات الأسترالي بوظائف ترتبط بحرية المعلومات والخصوصية وبسياسة المعلومات أيضًا. ولقد تم دمج مكتب مأمور الخصوصية، الذي كان مُنظم الخصوصية الوطني، داخل مكتب مأمور المعلومات الأسترالي في الأول من نوفمبر عام 2010. هناك ثلاث مأمورين مستقلين في المكتب: هم مأمور المعلومات الأسترالي ومأمور حرية المعلومات ومأمور الخصوصية.

## كندا
مأمور المعلومات الكندي هو خدمة ديوان مظالم مستقلة يعينها البرلمان الكندي الذي يبحث في الشكاوى المقدمة من الجمهور الذين يرون أنهم حرموا حقوقهم المقدمة بموجب قانون الوصول إلى المعلومات. وهناك هيئات مشابهة على مستوى المقاطعات من بينها مأمور الخصوصية والمعلومات (أونتاريو).

## ألمانيا
المأمور الفيدرالي لحماية البيانات وحرية المعلومات (FfDF) هو المأمور الفيدرالي الذي لا يختص فقط بـ حماية البيانات ولكنه (منذ تفعيل قانون حرية المعلومات في ألمانيا في الأول من يناير عام 2006) أصبح يختص أيضًا بـ حرية المعلومات.

## هونغ كونغ
يُكلف مأمور خصوصية البيانات الشخصية بإعلام تكليف (خصوصية) البيانات الشخصية وتطبيقه، ولقد بدأ تنفيذه عام 1997. ويتمتع المأمور بسلطة إجراء التحقيقات وفرض غرامات على حالات الانتهاك.

## الهند
تتلقى مأمورية المعلومات المركزية ومأموريات المعلومات في الولايات الشكاوى من أي شخص تم رفض حصوله على معلومات طلبها بموجب قانون حق الحصول على المعلومات أو من تم حرمانه من حقه بموجب هذا القانون بأية طريقة أخرى، وتبحث المأموريات في تلك الشكاوى، فعلى سبيل المثال من حرم من تقديم طلب بيانات أو طُلب منه دفع رسوم كبيرة.

## أيرلندا
تم إنشاء مكتب مأمور المعلومات ((بالأيرلندية:  Oifig an Choimisinéara Faisnéise)) بموجب مواد قانون حرية المعلومات عام 1997، الذي بدأ تنفيذه في شهر إبريل من عام 1998. ويقوم مأمور المعلومات بمراجعة قرارات الهيئات العامة المتعلقة بطلبات الحصول على المعلومات. وفي أيرلندا، يقوم مأمور المعلومات أيضًا بمنصب ديوان المظالم. وكان أول من تولى هذا المنصب هو كيفن ميرفي. وفي شهر مارس من عام 2003، عينت حكومة أيرلندا إميلي أوريلي لتكون مأمورة معلومات (ومحقق في الشكاوى).

## سويسرا
يكون مأمور حماية البيانات الاتحادية والمعلومات مسؤولاً عن الإشراف على الهيئات الفيدرالية والوكالات الخاصة فيما يتعلق بـ حماية البيانات وتشريع حرية المعلومات. وهي جزء من المستشارية الاتحادية في سويسرا.

## المملكة المتحدة
في المملكة المتحدة، يكون مكتب مأمور المعلومات مسؤولاً عن مراقبة الامتثال لـ قانون حماية البيانات لعام 1998 وقانون حرية المعلومات لعام 2000 وتشريعات المعلومات البيئية عام 2004. ويكون قانون حرية المعلومات (إسكتلندا) لعام 2002 مسؤولية مأمور المعلومات الإسكتلندي.

## دول أوروبية أخرى
يوجد في جميع الدول أعضاء الاتحاد الأوروبي ودول المنطقة الاقتصادية الأوروبية مسؤولون مكافئون يتم تعيينهم بموجب إصدارات من التوجيه 95/46. ويوجد في موقع Europa الإلكتروني روابط لتلك الهيئات في جميع أنحاء أوروبا.

## التعاون بين مأموري المعلومات
تعد شبكة تفعيل الخصوصية العالمية منظمة عبر الحدود الوطنية تختص بتنسيق قوانين الخصوصية بين الدول الأعضاء البالغ عددهم 23 عضوًا والاتحاد الأوروبي.